# Атенульф Беневентський
Атенульф (лат. Atenulf) — син лангобардського князя Беневенто Ландульфа V та молодший брат наступного князя Пандульфа III. У 1040 році Беневентське князівство ще мало престиж першого з незалежних лангобардських князівств Пвіденної Італії. Коли топотерит Мельфі, лангобард Ардуїн та його нормандські найманці повстали проти візантійської влади, спільні лангобардсько-нормандські сили обрали своїм лідером Атенульфа, оголосивши його «князем Беневентським».

Візантійські феми у 1025 році

Після загибелі катепана Никифора Дукіяна, нормадці планували обрати лідера зі своїх лав, але Вільгельм Апулійський зазначає, що Атенульф «можливо, дав їм золото чи срібло і таким чином змусив їх порушити попередню угоду». Таким чином, його було обрано лідером.
3 вересня 1041 року повстанці розгромили війська нового візантійського катепана Екзавгуста, сина великого Василя Боіанна. Самого Екавгуста захопили в полон і перевезли до Беневенто. Приблизно в той час князь лангобардського Салерно Гваймар IV, почав активно залучати нормандських найманців під свій прапор. У лютому 1042 року, ймовірно, відчуваючи себе покинутим, а можливо, й внаслідок підкупу візантійцями, Атенульф домовився про викуп Екзагуста, а потім утік з викупними грошима на грецьку територію, де й помер у безвісті (але, ймовірно, багатим). Після зради Атенульфа, на чолі антивізантійських повстанців став лангобард Аргір.